# محمد التسولي
محمد التسولي (مواليد سنة 1940) مؤلف ومخرج وممثل مغربي، يعتبر أحد رواد الحركة المسرحية بالمغرب. وهو والد الممثل سعد التسولي.

## مسيرته
هو ابن مجاهد، حيث شارك والده في حروب الريف ضد الاستعمار الاسباني. يعود أصله إلى قبيلة التسول بمدينة تازة، وعاش بدرب السلطان بالدار البيضاء. انطلق مشواره الفني منذ سنة 1951، كان أنذاك عمره 11 سنة، وبدأت مسيرته المسرحية مع رجال المسرح الأولين، «بالمعمورة» ثم فرقة «الشهاب»، التي ترأسها والتي تخرجت منها عدة وجوه في المسرح والسينما والتلفزيون.
من الأعمال التي قدمها: مسرحية «الذباب» لجان بول سارتر، ومسرحية «كاليكولا» لألبير كامو، ومسرحية «الحلاج يسبح في السراب»، ثم مسرحية ألّفها عن الاستعمار الفرنسي للجزائر وقدّمها بمدينة طنجة في خمسينات القرن الماضي، كان أول من قدم المسرح الفردي عبر مسرحية «الإمبراطور» سنة 1960، وأخرج مسرحية «ابن الرومي في مدن الصفيح» لعبد الكريم برشيد في نهاية سبعينيات القرن الماضي، والتي لعب فيها الفنان الراحل عبد الرحيم إسحاق دور ابن الرومي. ثم مسرحية «أولاد عمي معاشو» كتبها للتلفزيون.
سنة 2017، أصدر كتابهُ المُعنون بـ«عتبات ومحطات: كتابات في مسار حياة»، وهو عبارة عن سيرة ذاتية لمسار الفنان محمد التسولي.

## أعماله

### أفلام
- 1980: ساعي البريد
- 1982: دموع الندم
- 1984: عنوان مؤقت
- 1997: مكتوب
- 2002: منى صابر
- 2002: عطش
- 2007: فين ماشي يا موشي
- 2008: قنديشة
- 2011: عين النساء
- 2020: خريف التفاح

### مسلسلات
- 1997: ذئاب في دائرة
- 2001: المهاجرة
- 2002: خلخال الباتول
- 2003: ربيع قرطبة
- 2004: موعد مع المجهول، تأليف
- 2005: ملوك الطوائف

## روابط خارجية
- محمد التسولي على موقع IMDb (الإنجليزية)
- محمد التسولي على موقع قاعدة بيانات الأفلام العربية
- محمد التسولي على موقع ألو سيني (الفرنسية)
- محمد التسولي على موقع قاعدة بيانات الفيلم (الإنجليزية)